# Такамисакари Сэйкэн
Такамисакари Сэйкэн (яп. 高見盛 精彦, настоящее имя Сэйкэн Като 加藤 精彦 Като: Сэйкэн; родился 12 мая 1976 года в посёлке Итаянаги) — бывший японский профессиональный борец сумо. 
Борец знаменит не столько достижениями, сколько характерной походкой и неповторимой манерой подготовки к поединку − с угловатыми судорожными движениями. За подобную манеру известен под прозвищем «Робокоп», которое дал ему ёкодзуна Акэбоно. Такамисакари исповедовал активный, наступательный стиль. Кроме того, он известен волевыми качествами, крайним упорством и изворотливостью на краю дохё, живучестью в, как кажется, безвыходных положениях. Сильно близорук, вне ринга носит очки, без очков постоянно щурится, что тоже добавляет колорита его поведению на дохё. Весьма популярен среди зрителей и спонсоров, на его поединки всегда выделялось много призовых конвертов — кэнсё.
Выходец из университетского сумо, из университета Нихон. Ученик Такамиямы и Акэбоно. Высшее достижение — комусуби, типичный уровень на пике карьеры — середина макуути.
После завершения январского турнира 2013 года объявил о своей отставке и переходе на тренерскую работу в родной школе Адзумазэки-бэя. Он уже имеет тренерскую лицензию Фуривакэ.. С января 2020 года возглавил школу после смерти её предыдущего главы Усиомару.

## Результаты
| Год в сумо | Январь Хацу басё, Токио                        | Март Хару басё, Осака     | Май Нацу басё, Токио      | Июль Нагоя басё, Нагоя       | Сентябрь Аки басё, Токио   | Ноябрь Кюсю басё, Фукуока                      |
| --- | ---------------------------------------------- | ------------------------- | ------------------------- | ---------------------------- | -------------------------- | ---------------------------------------------- |
| 1999 | x                                              | Макусита-цукэдаси #60 6–1 | Макусита #32 запада 6–1   | Макусита #13 запада 6–1      | Макусита #3 запада 4–3     | Макусита #2 запада 6–1                         |
| 2000 | Дзюрё #12 востока 7–8                          | Дзюрё #13 востока 11–4    | Дзюрё #3 запада 11–4      | Маэгасира #11 востока 10–5 Д | Маэгасира #7 запада 1–3–11 | Дзюрё #2 востока Пропустил из-за травмы 0–0–15 |
| 2001 | Дзюрё #2 востока Пропустил из-за травмы 0–0–15 | Макусита #1 востока 2–5   | Макусита #10 запада 6–1   | Макусита #3 запада 4–3       | Макусита #2 востока 4–3    | Дзюрё #12 запада 10–5                          |
| 2002 | Дзюрё #5 запада 12–3                           | Маэгасира #13 востока 9–6 | Маэгасира #6 запада 8–7   | Маэгасира #2 востока 9–6 Т   | Комусуби востока 4–11      | Маэгасира #4 востока 5–10                      |
| 2003 | Маэгасира #9 востока 10–5                      | Маэгасира #2 запада 8–7 Т | Маэгасира #1 запада 6–9   | Маэгасира #3 запада 9–6 В★   | Маэгасира #1 востока 9–6 Д | Комусуби востока 5–10                          |
| 2004 | Маэгасира #3 востока 4–11                      | Маэгасира #8 востока 8–7  | Маэгасира #4 запада 6–9   | Маэгасира #7 запада 8–7      | Маэгасира #7 востока 7–8   | Маэгасира #7 запада 8–7                        |
| 2005 | Маэгасира #5 запада 6–9                        | Маэгасира #8 запада 9–6   | Маэгасира #7 востока 5–10 | Маэгасира #11 запада 10–5    | Маэгасира #5 востока 5–10  | Маэгасира #9 востока 7–8                       |
| 2006 | Маэгасира #10 востока 7–8                      | Маэгасира #11 запада 7–8  | Маэгасира #12 востока 8–7 | Маэгасира #8 запада 7–8      | Маэгасира #9 востока 7–8   | Маэгасира #9 востока 10–5                      |
| 2007 | Маэгасира #5 востока 7–8                       | Маэгасира #6 востока 7–8  | Маэгасира #7 востока 9–6  | Маэгасира #4 востока 3–12    | Маэгасира #9 запада 8–7    | Маэгасира #8 запада 5–5–5                      |
| 2008 | Маэгасира #14 востока 8–7                      | Маэгасира #11 запада 10–5 | Маэгасира #7 востока 7–8  | Маэгасира #8 востока 6–9     | Маэгасира #11 запада 6–9   | Маэгасира #14 востока 10–5                     |
| 2009 | Маэгасира #5 запада 6–9                        | Маэгасира #7 запада 6–9   | Маэгасира #12 востока 9–6 | Маэгасира #4 запада 6–9      | Маэгасира #7 запада 6–9    | Маэгасира #11 запада 8–7                       |
| 2010 | Маэгасира #11 востока 7–8                      | Маэгасира #12 запада 7–8  | Маэгасира #13 запада 8–7  | Маэгасира #11 запада 9–6     | Маэгасира #5 востока 4–11  | Маэгасира #12 востока 8–7                      |
| 2011 | Маэгасира #9 востока 6–9                       | Отмена басё 0–0–15        | Маэгасира #15 востока 7–8 | Маэгасира #14 востока 3–12   | Дзюрё #7 запада 6–9        | Дзюрё #10 запада 9–6                           |
| 2012 | Дзюрё #6 запада 7–8                            | Дзюрё #8 востока 8–7      | Дзюрё #6 востока 7–8      | Дзюрё #6 запада 5–10         | Дзюрё #8 востока 7–8       | Дзюрё #9 востока 6–9                           |
| 2013 | Дзюрё #12 востока Отставка 5–10                | x                         | x                         | x                            | x                          | x                                              |
| Результат приведен как победил-проиграл-снялся Победа Малый кубок Отставка Не выступал в макуути Специальные призы: Д=За боевой дух (Канто-сё); В=За выдающееся выступление (Сюкун-сё); Т=За техническое совершество (Гино-сё) Ещё показаны: ★=Кимбоси; P=Участие в дополнительном финале Лиги: Макуути — Дзюрё — Макусита — Сандаммэ — Дзёнидан — Дзёнокути Ранги макуути: Ёкодзуна — Одзэки — Сэкивакэ — Комусуби — Маэгасира |                                                |                           |                           |                              |                            |                                                |